# Constantina (Spanien)
Constantina ist eine südwestspanische Kleinstadt und eine Gemeinde (municipio) mit nur noch 5.742 Einwohnern (Stand: 2024) im Norden der Provinz Sevilla in der Autonomen Gemeinschaft Andalusien. Der historische Ortskern wurde im Jahr 2004 als Conjunto histórico-artístico eingestuft.

## Lage und Klima
Die etwa 555 m hoch gelegene Kleinstadt Constantina liegt in der Sierra Morena gut 75 km (Fahrtstrecke) nordöstlich von Sevilla bzw. ca. 104 km westlich von Córdoba. Das Klima ist gemäßigt bis warm; Regen (ca. 585 mm/Jahr) fällt überwiegend im Winterhalbjahr.

## Bevölkerungsentwicklung
| Jahr      | 1857  | 1900  | 1950   | 2000  | 2020  |
| Einwohner | 7.974 | 9.687 | 14.561 | 6.840 | 5.864 |

Aufgrund der zunehmenden Mechanisierung der Landwirtschaft, der Aufgabe bäuerlicher Kleinbetriebe und dem daraus entstandenen Mangel an Arbeitsplätzen wanderten viele Familien und Einzelpersonen seit der Mitte des 20. Jahrhunderts in die größeren Städte ab (Landflucht).

## Wirtschaft
An erster Stelle im Wirtschaftsleben der Gemeinde steht traditionell die ursprünglich zur Selbstversorgung betriebene Landwirtschaft. Auf den Feldern werden Weizen, Gerste, Wein etc. kultiviert; die Hausgärten liefern Gemüse sowie Kartoffeln und Tomaten. Der Weinbau hat in der Gegend eine lange Tradition; seit den 1960er Jahren spielt auch der innerspanische Tourismus eine gewisse Rolle im Wirtschaftsleben der Gemeinde.

## Geschichte
Frühgeschichtliche Kleinfunde wurden auf dem Gemeindegebiet entdeckt. Die Römer ersetzten den keltischen Ortsnamen Lacunimurgi durch Constancia Iulia, der Ort lag an einem Verbindungsweg zwischen Astigi (Écija) und Emerita Augusta (Mérida). Westgotische und selbst maurische Spuren fehlen weitgehend. Um das Jahr 1247 wurden der Ort und sein Umland durch Truppen Ferdinands III. von Kastilien zurückerobert (reconquista) und anschließend mit Christen aus dem Norden der Iberischen Halbinsel neu- oder wiederbesiedelt (repoblación). Er wurde zunächst unter die Verwaltung Córdobas gestellt, kam aber bereits im Jahr 1258 unter die Dominanz von Sevilla.

## Sehenswürdigkeiten
- Das im 15. Jahrhundert zur heutigen Burg ausgebaute castillo befindet sich auf einer Anhöhe, die bereits von den Römern und den Mauren zum Bau einer Festung genutzt wurde.[6]
- Aus maurischer Zeit stammt das Barrio de la Morería mit seinen ansteigenden, verwinkelten Gassen und kleinen Plätzchen.
- Der mehrgeschossige ca. 50 m hohe Turm der Iglesia de Santa María de la Encarnación ist das Wahrzeichen der Stadt. Die Kirche selbst ist eine dreischiffige Hallenkirche mit Rippengewölbe im Chorbereich und Gratgewölben im Langhaus.
- Die Iglesia de San Juan de Dios entstand im 18. Jahrhundert.
- Vom ehemaligen Klarissenkonvent ist nur noch das Ziegelsteinportal erhalten.

Umgebung
- Die Ermita de Nuestro Padre Jesús und die Ermita de Nuestra Señora del Robledo befinden sich in erhöhter Lage ca. 1–2 km vom Ort entfernt.
- Ebenfalls in ca. 2 km Entfernung steht das Gebäude eines ehemaligen Eiskellers (Pozo de la Nieve)
- Die mehr als 500 Millionen Jahre alten fossilen Quallenspuren von Constantina (Huellas Fósiles de Medusas de Constantina) aus dem unteren Kambrium stellen hinsichtlich ihrer Größe eines der bedeutendsten Beispiele für fossile Quallenspuren auf der Welt dar und wurden 2019 zum Naturdenkmal erklärt.